# Grobka
Grobka (deutsch Grobka, 1938 bis 1945 Mittenwald) ist ein kleiner Ort in der polnischen Woiwodschaft Ermland-Masuren und gehört zur Landgemeinde Jedwabno (1938 bis 1945 Gedwangen) im Powiat Szczycieński (Kreis Ortelsburg).

## Geographische Lage
Grobka liegt in der südlichen Mitte der Woiwodschaft Ermland-Masuren, 24 Kilometer nordöstlich der früheren Kreisstadt Neidenburg (polnisch Nidzica) bzw. 26 Kilometer südwestlich der heutigen Kreismetropole Szczytno (deutsch Ortelsburg).

## Geschichte
Grobka – vor 1820 Grobken – war vor 1945 eine Försterei und gehörte zum Staatsforst Hartigswalde. Mit seinen im Jahre 1905 lediglich fünf Einwohnern war sie in die Gemeinde Dluszek (1932 bis 1945 Hartigswalde, polnisch Dłużek) im ostpreußischen Kreis Neidenburg eingegliedert. Ab etwa 1938 nannte sich die Försterei „Mittenwald“.
Mit dem gesamten südlichen Ostpreußen kam Grobka resp. Mittenwald 1945 in Kriegsfolge zu Polen und erhielt den angestammten Namen „Grobka“ zurück. Die heutige Waldsiedlung (polnisch Osada leśna) ist nun eine Ortschaft innerhalb der Landgemeinde Jedwabno (1938 bis 1945 Gedwangen) im Powiat Szczycieński (Kreis Ortelsburg), bis 1998 der Woiwodschaft Olsztyn, seither der Woiwodschaft Ermland-Masuren zugehörig.

## Kirche
Bis 1945 war Grobka/Mittenwald in die evangelische Kirche Jedwabno in der Kirchenprovinz Ostpreußen der Kirche der Altpreußischen Union sowie in die römisch-katholische Kirche Jedwabno im damaligen Bistum Ermland eingepfarrt. Der Bezug zu Jedwabno besteht bei beiden Konfessionen auch heute noch, wobei der Ort katholischerseits jetzt zum Erzbistum Ermland, evangelischerseits zur Diözese Masuren der Evangelisch-Augsburgischen Kirche in Polen gehört.

## Verkehr
Grobka liegt  südlich der Landesstraße 58 und ist über eine Nebenstraße von Dłużek (Dluszek, 1932 bis 1945 Hartigswalde) aus zu erreichen. Eine Verbindung besteht auch von Natać Wielka (Groß Nattatsch, 1938 bis 1945 Großseedorf) nach Grobka. Eine Anbindung an den Bahnverkehr besteht nicht.